# Vliermaal
Vliermaal est une section de la commune belge de Kortessem située en Région flamande dans la province de Limbourg. Anciennement Vliermael. C'était une commune à part entière avant la fusion des communes de 1977.
Le village est situé à 8 kilomètres au nord-ouest de Tongres.

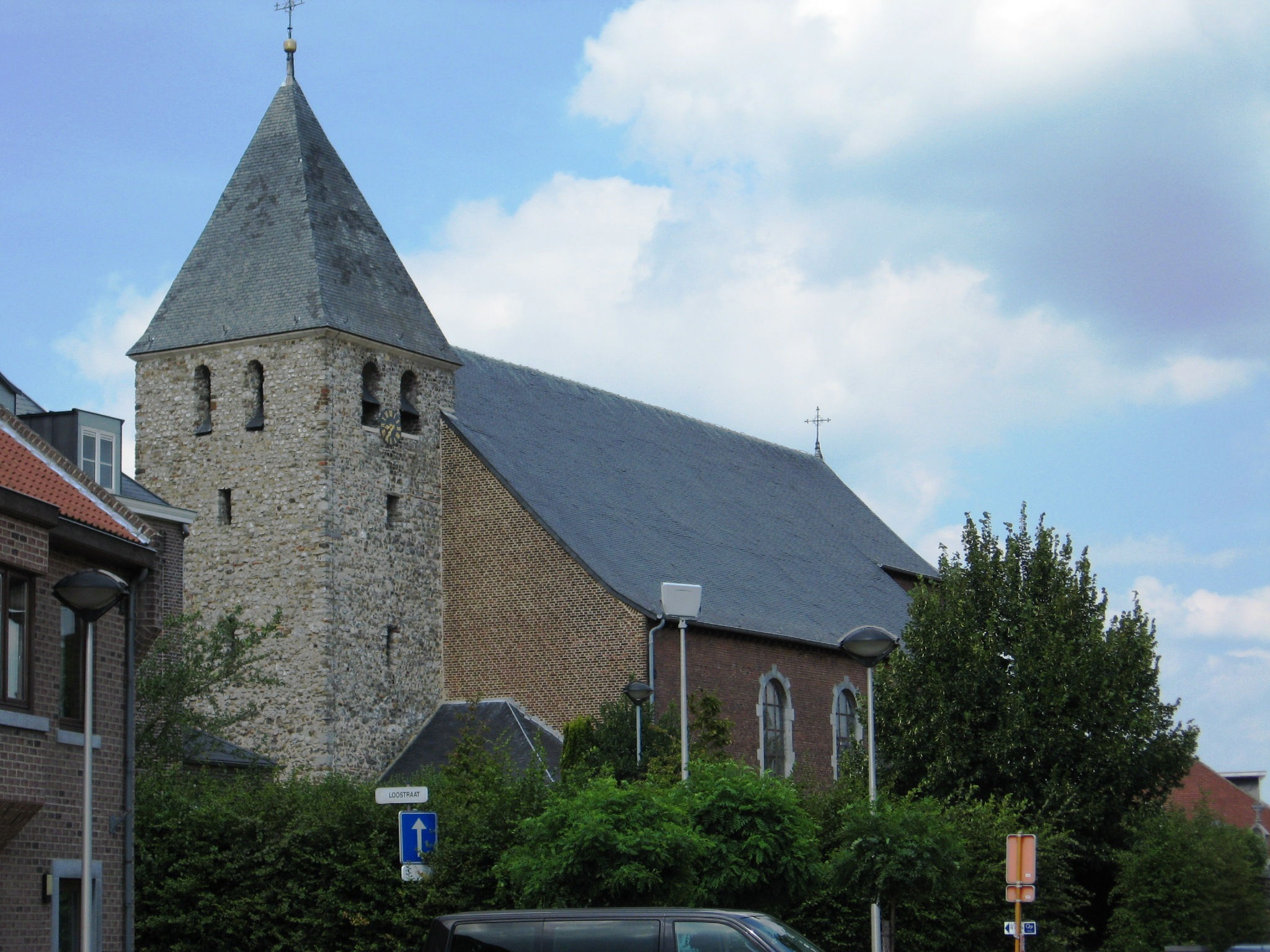
Église Saint-Agapite

## Évolution démographique
- Sources: INS, www.limburg.be et Commune de Kortessem
- 1866: Scission de Vliermaalroot en 1865